# Donald Hodge (basket-ball)
Pour les articles homonymes, voir Hodge.
Donald Jerome Hodge, né le 22 février 1969 à Washington, D.C., est un joueur américain de basket-ball. Il a notamment évolué en National Basketball Association (NBA) au poste de pivot ou d'ailier fort.

## Statistiques principales
- Nombre de points en NBA[1] : 1 182
- Nombre de rebonds en NBA[1] : 809